# 로레타 더바인
로레타 더바인(Loretta Devine, 1949년 8월 21일 ~ )은 미국의 배우이다. 2023년 현재까지 NAACP 이미지상 후보에 13차례 오르고 그 중 8번 수상했다. ABC 의학 드라마 《그레이 아나토미》(2005-13)로 2011년 제63회 프라임타임 에미상 드라마 부문 게스트 여우상을 받았다.

## 출연 작품

### 영화
- 사랑을 기다리며 (1995)
- 프리쳐스 와이프 (1996)
- 아이 엠 샘 (2001)
- 드림걸스 (2006) - 재즈 가수 역
- Dirty Laundry (2006) - 에벌린 역
- 인생은 동화가 아니다: 판타지아 바리노 이야기 (2006, Life Is Not a Fairy Tale)- 애디 콜린스 역
- 아메리칸 호스트 (2007, Cougar Club)
- 디스 크리스마스 (2007, This Christmas)
- 퍼스트 선데이 (2008, First Sunday)- 시스터 도리스 역
- Spring Breakdown (2009)

### 텔레비전
- 보스턴 퍼블릭 (2000-04)
- 일라이 스톤 (2008-09)
- 그레이 아나토미 (2005-13) - 아델 웨버 역
- 꼬마의사 맥스터핀스 (2012-20) - 목소리
- 패밀리 리유니언 (2019-2022)